# Ігарка
Іґа́рка — місто (з 1931) районного підпорядкування в Туруханському районі Красноярського краю Росії.
Населення — 5,346 осіб (2014).
Місто розташоване на березі Ігарської протоки Єнісею (від гирла річки до Іґарки 685 км), за 1,360 км на північ від Красноярська по прямій (відстань по Єнісею — 1,740 км). Знаходиться за 163 км північніше полярного кола, у зоні поширення вічної мерзлоти.
На терені міста розташовано порт, доступний для морських суден з Єнісейської затоки, є також аеропорт Ігарка, який використовують для перевезення вантажів і робочих вахт на нафтові родовища. Ігарка як морський порт працює з 1928 року.
За 130 км на північний захід від Ігарки знаходиться й активно розробляється Ванкорське нафтогазове родовище, яке в серпні 2009 року дало промислову нафту.
За 80 км на північний схід від Ігарки розташована Усть-Хантайська ГЕС, за 90 км на південний схід — Курейська ГЕС. Планується будівництво Нижньо-Курейської ГЕС.

## Історичний нарис

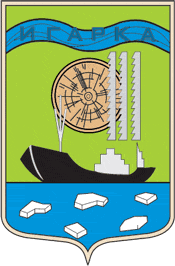
Герб міста 1977 року

Згідно з однією з версій, свою назву місто отримало за ім’ям протоки, на якій розташоване. Протока, своєю чергою, названа за ім’ям місцевого рибалки Єгора Ширяєва, ім'я якого місцеві мешканці перетворили з «Єгорки» в «Ігарка». Однак, факт існування людини з подібним ім'ям не зафіксовано в жодному з історичних документів.
Згідно з іншою версією, яку вперше висловив краєзнавець Адольф Вахмістрів, назву спершу дали річці Іґарка, лівій притоці річки Єнісей. Походження назви річки, можливо, від мови зниклих корінних народів, споріднених сучасним кетами. Згідно з дослідженнями А. В. Вахмістрова, річку Іґарку був наніс уперше на мапу Петро Чичагов у 1725 р.
Ігарську протоку вперше описали та нанесли на мапу в ході Великої північної експедиції в 1740 р. Федір Мінін і Харитон Лаптєв.

## Клімат
| Клімат Ігарки           | Клімат Ігарки | Клімат Ігарки | Клімат Ігарки | Клімат Ігарки | Клімат Ігарки | Клімат Ігарки | Клімат Ігарки | Клімат Ігарки | Клімат Ігарки | Клімат Ігарки | Клімат Ігарки | Клімат Ігарки | Клімат Ігарки |
| Показник                | Січ.          | Лют.          | Бер.          | Квіт.         | Трав.         | Черв.         | Лип.          | Серп.         | Вер.          | Жовт.         | Лист.         | Груд.         |               |
| Абсолютний максимум, °C | 1,2           | 0,7           | 7,2           | 13,3          | 27,8          | 33,6          | 34,0          | 31,3          | 24,8          | 14,6          | 3,1           | 1,0           |               |
| Середній максимум, °C   | −23,2         | −20,1         | −10,4         | −2,7          | 4,2           | 16,5          | 21,2          | 17,1          | 9,1           | −2,6          | −16,1         | −21           |               |
| Середня температура, °C | −27,2         | −24,7         | −16,4         | −9            | −0,6          | 10,9          | 15,6          | 12,3          | 5,3           | −5,7          | −20,1         | −24,9         |               |
| Середній мінімум, °C    | −31,5         | −29,1         | −21,7         | −14,7         | −4,8          | 6,2           | 10,7          | 8,3           | 2,3           | −8,5          | −24,1         | −29,1         |               |
| Абсолютний мінімум, °C  | −55,2         | −54,8         | −51,8         | −42,8         | −29,1         | −9            | −0,7          | −3,9          | −14,3         | −38,9         | −49,5         | −55,5         |               |
| Норма опадів, мм        | 34            | 31            | 35            | 34            | 36            | 57            | 52            | 71            | 56            | 64            | 49            | 45            |               |
| ----------------------- | ------------- | ------------- | ------------- | ------------- | ------------- | ------------- | ------------- | ------------- | ------------- | ------------- | ------------- | ------------- | ------------- |

## Примітні пам’ятки міста
- Музей багаторічної мерзлоти (Ігарка)[ru]
- Музей історії освоєння Єнісейської Півночі

## Ресурси Інтернету
- Історія м. Ігарка 1930-х — 1990-і роки(рос.)
- Суд по телеграфу (з історії Ігарки)(рос.)
- Ігарка в енциклопедії «Моє місто» [Архівовано 3 грудня 2013 у Wayback Machine.](рос.)
- Заполярний архів фотографій. Ігарка — Снєжногорськ
- Заполярний архів подій. Ігарка — Снєжногорськ(рос.)
- Інформаційний ресурс міста Ігарка. [Архівовано 2 квітня 2022 у Wayback Machine.](рос.)
- Авторський блог Валентини Гапєєнко [Архівовано 2 жовтня 2013 у Wayback Machine.] — Матеріали о Ігарці, Туруханському районі і півночі Красноярського краю.(рос.)
- Фотографії міста і експонатів Музею вічної мерзлоти. Користувач: Бухвалов_. Дата світлин: 2008 рік [Архівовано 3 жовтня 2013 у Wayback Machine.]
- Фотографії міста і Музею вічної мерзлоти. Автори: СкиталецЪ, Merlin. Дата світлин: 2008 рік
- Фотографії Ігарки. МИХАИЛ ДЕНИСОВ